# Radoslav Brzobohatý

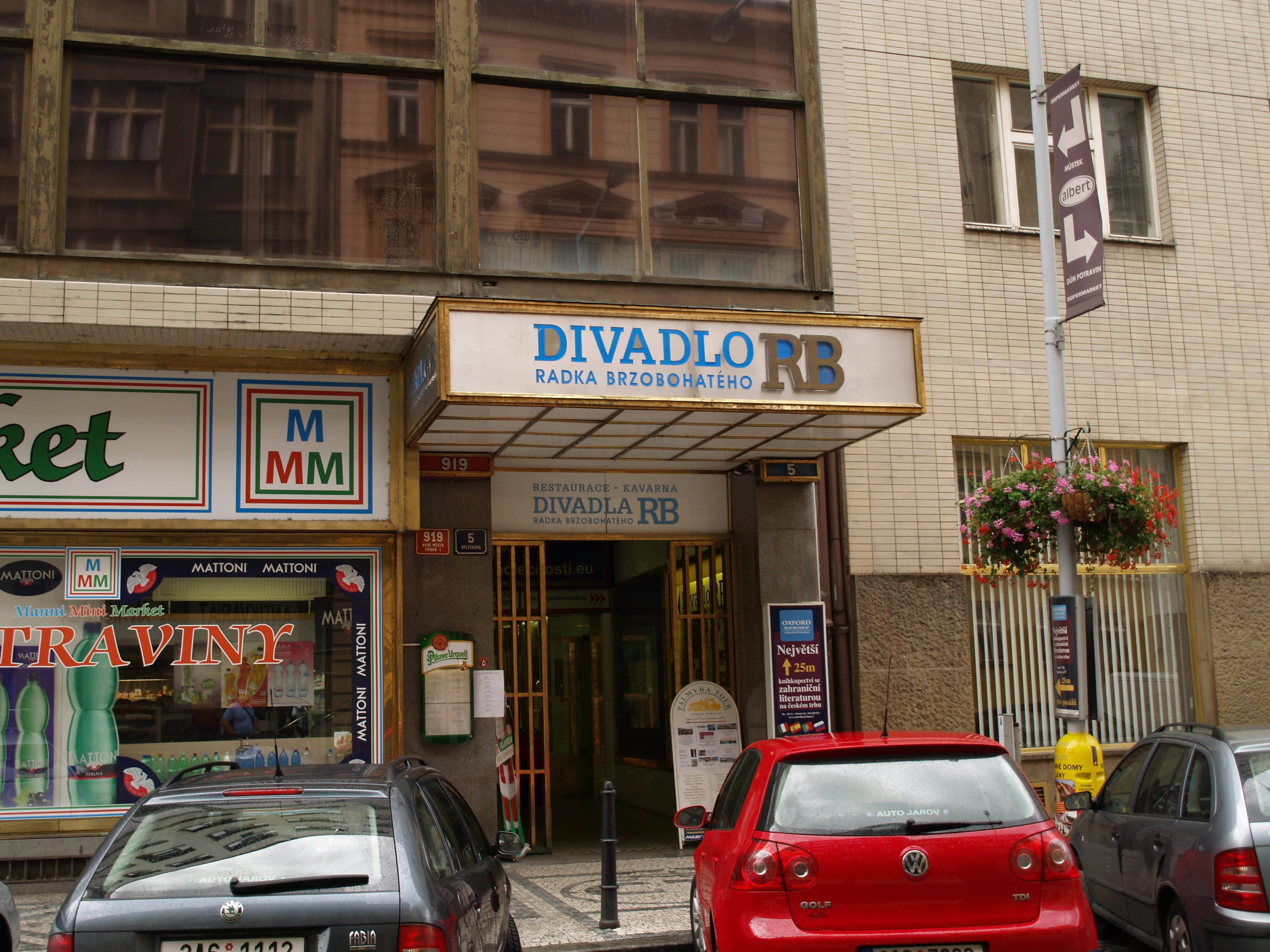
Entrada al Teatro Brzobohatý de Praga.

Radoslav Brzobohatý (Vrútky, Checoslovaquia, 13 de septiembre de 1932 - Praga, República Checa, 12 de septiembre de 2012) fue un actor de cine y televisión checo.
Apareció en muchos programas de televisión, como Treinta Casos del mayor Zeman y Ulice, y en la película cómica Sněženky a machři. Era el padre del actor y personalidad televisiva Ondřej Brzobohatý.

## Filmografía
- Mstitel (Kašpar Lén) (1959)
- Bílá spona (Nekola) (1960
- Pochodně (Kovář) (1960)
- Kohout plaší smrt (Zika) (1961)
- Kotrmelec (Paučula) (1961)
- Strach (Varga) (1963)
- Zlaté kapradí (Matěj) (1963)
- Král Králů (Camarada) (1963)
- Čas jeřabin  (Alcohólico) (1963)
- Táto, přečti to! (Slávek) (1963)
- Atentát (Primer Teniente Král) (1964)
- Hvězda zvaná Pelyněk (Vodička) (1964)
- Skok do tmy (Honza) (1964)
- Sedm zabitých (Doctor Bělovlásek) (1965)
- Nikdo se nebude smát (ak. Pintor Horal) (1965)
- Škola hříšníků (Pavlata) (1965)
- Svatba s podmínkou (Mirek) (1965)
- Vrah skrývá tvář (Varga) (1966)
- Dáma na kolejích (Václav) (1966)
- Dům ztracených duší (Kolář) (1967)
- Všichni dobří rodáci (František) (1968)
- Maratón (Capitán Šabatka) (1968)
- Žirafa v okně (Švarc) (1968)
- Zabil jsem Einsteina, pánové! (Robert) (1969)
- Ucho (Ludvík) (1970)
- Na kolejích čeká vrah (Lenk) (1970)
- Vím, že jsi vrah (Doctor Simon) (1971)
- Pěnička a Paraplíčko (Pěnička) (1971)
- Podezření (Chrástek) (1972)
- Oáza (Oficial Jan Navara) (1972)
- Deň, ktorý neumrie (Ritter) (1974)
- Běž, ať ti neuteče (Voník) (1976)
- 10% nádeje (Ivan Kuník) (1976)
- O moravské zemi (Jagoš) (1977)
- Oddechový čas (Ingeniero Jan Ondrák) (1977)
- Zlatá réva (Šimon Príboj) (1977)
- Princ a Večernice (Mrakomor) (1978)
- Muž s orlem a slepicí (Kvíčala) (1978)
- Rukojmí v Bella Vista (Correns) (1979)
- Modrá planeta (Doctor Masník) (1979)
- Hra o královnu (Záviš z Falkenštejna) (1980)
- Romaneto (Doctor Grégr) (1980)
- V hlavní roli Oldřich Nový (Él mismo) (1980)
- Temné slunce (Doctor Prokop) (1980)
- Noční jazdci (Halva) (1981)
- Zkrocení zlého muže (Hradecký) (1981)
- Schůzka se stíny (Milan Sláma) (1982)
- Záchvěv strachu (František Vinický) (1983)
- Anděl s ďáblem v těle (Šulc) (1983)
- Putování Jana Amose (Actor Coriolanus) (1983)
- Sněženky a machři (Profesor Karda) (1983)
- Noc smaragdového měsíce (Profesor Kysučan) (1984)
- Komediant (Johny) (1984)
- Zastihla mě noc (Paleček) (1985)
- Skalpel, prosím (Krtek) (1985)
- Dva na koni, jeden na oslu (Hřbet)(1986)
- Alžbetin dvor (Mathias Fabici) (1986)
- Svět nic neví (Pavláčka) (1987)
- Anděl svádí ďábla (Šulc) (1988)
- Prokletí domu Hajnů (Hajn) (1988)
- Křížová vazba (Velimský) (1990)
- V erbu lvice (Miruš) (1994)
- Cesta peklem (Šimon) (1995)
- Má je pomsta (Profesor Neumann) (1995)
- Konto separato (Conde Larisch) (1996)
- Nejasná zpráva o konci světa (Šimon) (1997)
- Návrat ztraceného ráje (František) (1999)
- Z pekla štěstí (Agricultor) (1999)
- Z pekla štěstí 2 (Agricultor) (2001)
- Zůstane to mezi námi (Radoslav) (2003)